# Teleologia nella biologia

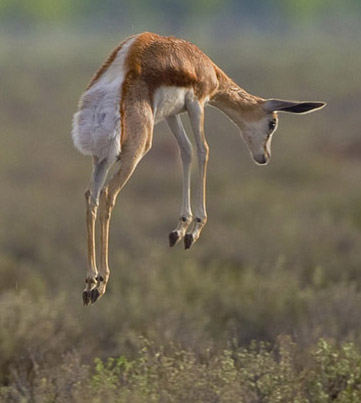
Esempio di un comportamento avente uno telos: un giovane Antidorcas marsupialis che saltella. Un biologo potrebbe sostenere che ciò abbia la funzione di segnalare ai predatori il fatto di essere giovane e in salute, aiutando l'antilope a sopravvivere e permettendogli di riprodursi.

La teleologia nella biologia è l'uso del linguaggio finalistico nei resoconti dell'adattamento evolutivo, che alcuni biologi e filosofi della scienza trovano problematico. È stato proposto anche il termine teleonomia. Prima di Darwin, gli organismi erano considerati esistenti perché Dio li aveva progettati e creati; la teologia naturale pensava che le loro caratteristiche, come gli occhi, fossero state fatte per consentire loro di svolgere le rispettive funzioni, come quella di vedere. I biologi evoluzionisti usano spesso formulazioni teleologiche simili che invocano uno scopo, ma queste implicano la selezione naturale piuttosto che obiettivi reali, consapevoli o meno. Alcuni biologi e pensatori credenti in Dio ritenevano che l'evoluzione stessa fosse in qualche modo diretta verso un obiettivo (ortogenesi) e, nelle versioni vitaliste, guidata da una forza vitale con uno scopo. Poiché l'evoluzione opera per selezione naturale agendo sulle variazioni ereditarie, l'uso della teleologia in biologia ha suscitato critiche e si è cercato di insegnare agli studenti a evitare il linguaggio teleologico.
Cionondimeno, i biologi scrivono spesso sull'evoluzione come se gli organismi avessero degli obiettivi, e alcuni filosofi della biologia come Francisco Ayala e biologi come J. B. S. Haldane ritengono che il linguaggio teleologico sia inevitabile nella biologia evolutiva.

## Contesto

### Teleologia
Teleologia è una parola composta che deriva dal greco antico: composta da τέλος (traslitterato: telos), che significa "fine, scopo" e da -λογία (trasl.: logia), che significa "ramo del sapere". Essa fu coniata per la prima volta dal filosofo Christian von Wolff nel 1728. Il concetto deriva dall'antica filosofia greca di Aristotele, per il quale la causa finale (lo scopo) di una cosa coincide la sua funzione. Tuttavia, la biologia di Aristotele non prevede l'evoluzione per selezione naturale.
Frasi usate dai biologi come "una funzione di ... è quella di ..." o "è progettato per" sono teleologiche almeno nel linguaggio. La presenza di una teleologia reale o apparente nelle spiegazioni della selezione naturale è un aspetto controverso della filosofia della biologia, non da ultimo per i suoi echi di teologia naturale.

### Teologia naturale
Prima di Darwin, la teologia naturale presupponeva l'esistenza di Dio e utilizzava il manifestarsi della funzione naturale per argomentare a favore di questa tesi.[9][10] Il parroco-naturalista inglese John Ray dichiarò che il suo intento era quello di "illustrare la gloria di Dio nella conoscenza delle opere della natura o della Creazione". La teologia naturale presentava forme di argomento teleologico o argomento del disegno intelligente, ovvero che gli organi funzionavano bene per il loro scopo apparente ed, essendo ben progettati, dovevano essere stati progettati da un creatore benevolo. Ad esempio, l'occhio, che aveva la funzione di vedere, non a caso conteneva caratteristiche come l'iride e il cristallino che aiutavano a vedere; quindi, secondo l'argomento, era stato progettato per quello scopo.

### Evoluzione orientata agli obiettivi
I pensatori credenti in Dio e i biologi hanno ipotizzato che l'evoluzione fosse guidata da una sorta di forza vitale, una filosofia nota come vitalismo, e spesso hanno ipotizzato che avesse una sorta di obiettivo o direzione (verso cui la forza vitale tendeva, se anche loro credevano in questo), nota come ortogenesi o progresso evolutivo. Questa direzione implica una forza teleologica a lungo termine; alcuni sostenitori dell'ortogenesi la consideravano una forza spirituale, mentre altri ritenevano che fosse puramente biologica. Ad esempio, l'embriologo Karl Ernst von Baer riteneva in una forza teleologica nella natura, mentre il filosofo spiritualista Henri Bergson collegò l'ortogenesi con il vitalismo, sostenendo una forza creativa nell'evoluzione nota come élan vital nel suo libro Evoluzione creativa (1907). Il biofisico Pierre Lecomte du Noüy e il botanico Edmund Ware Sinnott svilupparono filosofie evolutive vitaliste note rispettivamente come telefinalismo e telismo. I loro punti di vista sono stati pesantemente criticati in quanto non scientifici. Il paleontologo George Gaylord Simpson sostenne che Du Noüy e Sinnott stavano promuovendo versioni religiose dell'evoluzione. Il paleontologo gesuita Pierre Teilhard de Chardin sostenne che l'evoluzione mirava a un presunto "punto Omega" spirituale in quella che egli chiamava "additività diretta". Con l'emergere della moderna sintesi evolutiva, in cui sono stati scoperti i meccanismi genetici dell'evoluzione, l'ipotesi dell'ortogenesi è stata in gran parte abbandonata dai biologi, soprattutto con l'argomentazione di Ronald Fisher nel suo libro del 1930 The Genetical Theory of Natural Selection.

### Selezione naturale
La selezione naturale, introdotta nel 1859 da Charles Darwin come meccanismo centrale dell'evoluzione, è la sopravvivenza e la riproduzione differenziale degli individui dovuta a differenze nel fenotipo. Darwin introdusse anche un secondo meccanismo, la selezione sessuale, per spiegare tratti come la colorata "coda" del pavone.
Il primo meccanismo, quello della selezione naturale, implica direttamente l'evoluzione, un cambiamento dei tratti fenotipici ereditari di una popolazione nel corso del tempo.

### Adattamento

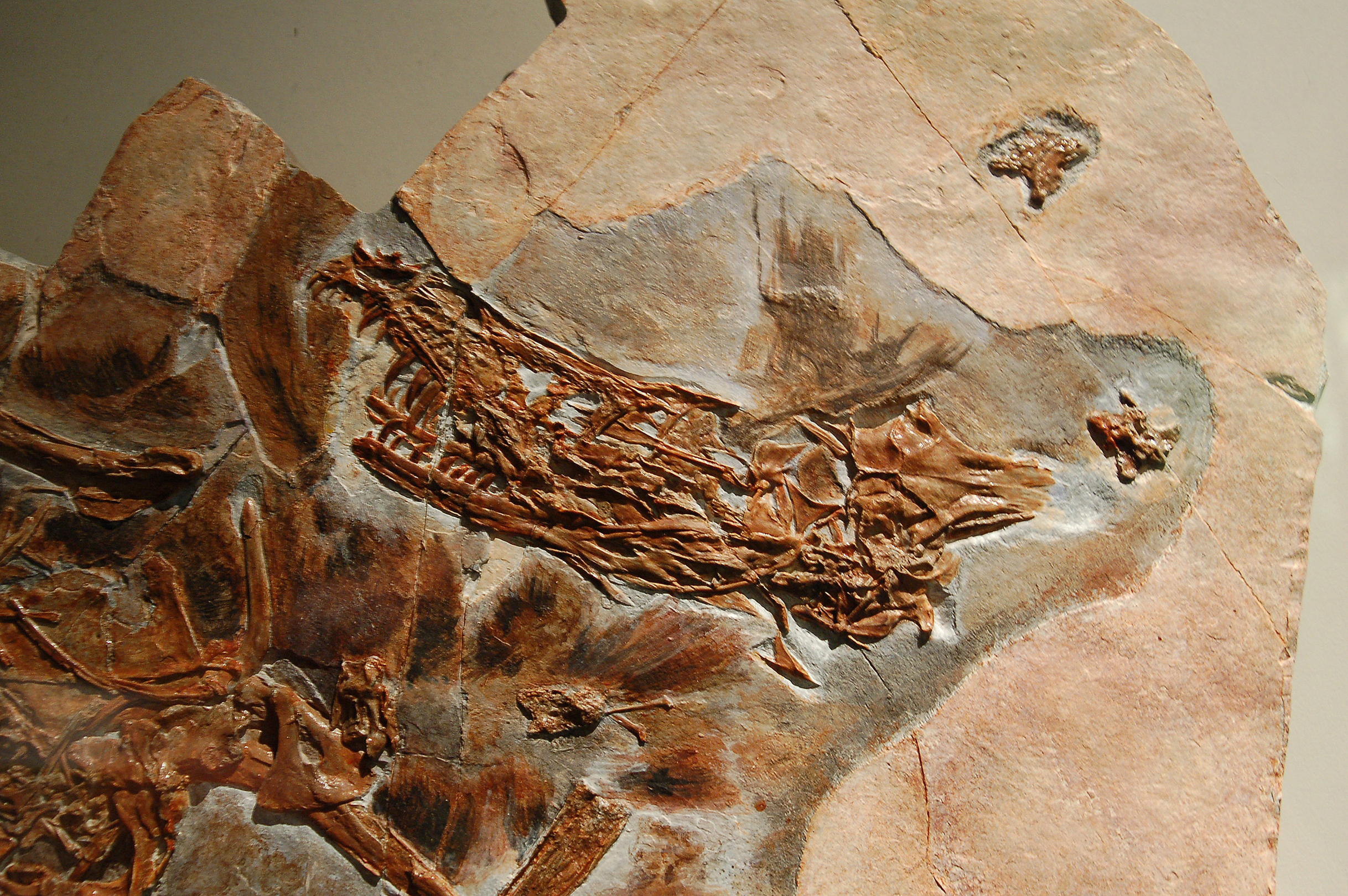
Oggi le piume svolgono la funzione di volo, ma sono state cooptate piuttosto che adattate a questo compito, essendosi evolute per uno scopo precedente in teropodi come il Sinornithosaurus millenii, forse in uno stato di isolamento termico.

Un tratto che persiste in una popolazione è spesso considerato dai biologi come un elemento selezionato nel corso dell'evoluzione, ipotesi che solleva la questione del modo in cui il tratto abbia ottenuto questo risultato. I biologi chiamano ogni meccanismo di questo tipo "funzione del tratto", usando frasi come “Una funzione del salto a 4 zampe delle antilopi è quella di comunicare ai predatori che sono stati individuati", ovvero "La mano dei primati è stata progettata (dalla selezione naturale) per afferrare".
Un adattamento è una struttura osservabile o un'altra caratteristica di un organismo (per esempio, un enzima) che sia generata dalla selezione naturale per servire alla sua funzione attuale. Un biologo potrebbe proporre l'ipotesi che le piume siano un adattamento per il volo degli uccelli. Ciò richiederebbe tre cose: che il tratto delle piume sia ereditabile; che il tratto serva effettivamente alla funzione del volo; e che il tratto aumenti la fitness degli organismi che lo possiedono. Le piume soddisfano chiaramente queste tre condizioni negli uccelli viventi. Tuttavia, c'è anche una questione storica: il tratto è nato contemporaneamente al volo degli uccelli? Sfortunatamente per l'ipotesi, non sembra essere così: i dinosauri teropodi avevano le piume, ma molti di loro non volavano. Le piume possono essere descritte come un preadattamento, essendo state cooptate per il volo ma essendosi evolute prima per un altro scopo, come l'isolamento termico. I biologi possono descrivere sia la cooptazione che l'adattamento precedente con un linguaggio teleologico.

## Stato della biologia evolutiva

### Motivi di disagio
L'apparente teleologia è un tema ricorrente nella biologia evolutiva, con grande costernazione di alcuni autori, e come stile esplicativo rimane controverso. Sono note varie ragioni di disagio nei confronti della teleologia tra i biologi.
In primo luogo, il concetto di adattamento è di per sé controverso, in quanto può essere interpretato come un'affermazione, come hanno sostenuto i biologi evoluzionisti Stephen J. Gould e Richard Lewontin, che i biologi concordano con il dottor Pangloss di Voltaire nella sua satira Candide del 1759 sul fatto che questo sia "il migliore dei mondi possibili", in altre parole che ogni caratteristica è perfettamente adatta alle sue funzioni. Tuttavia, tutto ciò che la biologia evoluzionistica richiede è l'affermazione più debole che una caratteristica è almeno leggermente migliore in un certo contesto rispetto ad un'altra, e quindi viene selezionata.

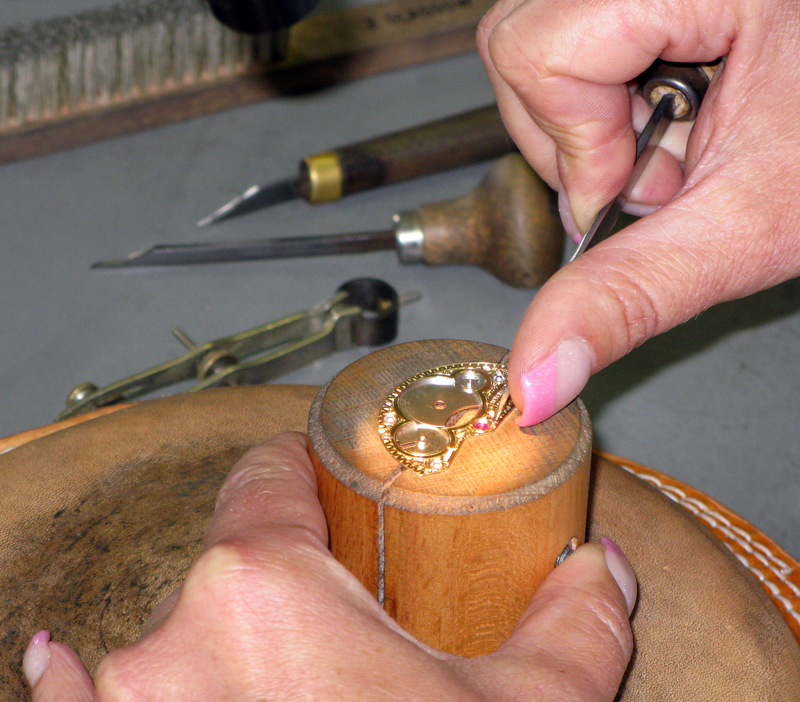
L'analogia dell'orologiaio sostiene che la presenza di un meccanismo complesso come quello di un orologio implica l'esistenza di un progettista cosciente.

In secondo luogo, la teleologia è legata all'idea pre-darwiniana di teologia naturale, secondo la quale il mondo della natura fornisce prove della progettazione consapevole e delle intenzioni benefiche di un Creatore, come risulta negli scritti di John Ray. William Derham continuò la tradizione di Ray con libri come la sua Physico-Theology (Fisico-Teologia) del 1713 e la sua Astro-Theology (Astro-Teologia) del 1714. Essi influenzarono a loro volta William Paley, che nel 1802 scrisse un dettagliato argomento teleologico a favore di Dio, Natural Theology, or Evidences of the Existence and Attributes of the Deity collected from the Appearances of Nature (Teologia naturale, o prove dell'esistenza e degli attributi della divinità raccolte dalle apparenze della natura), iniziando con l'analogia dell'orologiaio. Tale visione creazionista, unita ad una forza vitale vitalista e a un'evoluzione ortogenetica diretta, fu rigettata dalla maggior parte dei biologi.
In terzo luogo, l'attribuzione di scopi agli adattamenti rischia di essere confusa con forme popolari di lamarckismo, in cui si suppone che gli animali in particolare influenzino la propria evoluzione attraverso le loro intenzioni, sebbene Lamarck stesso parlasse piuttosto di abitudini d'uso, e la convinzione che il suo pensiero fosse teleologico è stata messa in discussione.
In quarto luogo, la spiegazione teleologica dell'adattamento è scomoda perché sembra richiedere una causalità a ritroso, in cui i tratti esistenti sono spiegati da risultati futuri; perché sembra attribuire l'azione di una mente cosciente quando si presume che nessuna mente sia presente in un organismo; e perché, di conseguenza, l'adattamento sembra impossibile da testare empiricamente.
Una quinta ragione riguarda gli studenti piuttosto che i ricercatori: Gonzalez Galli sostiene che, poiché le persone immaginano naturalmente che l'evoluzione abbia uno scopo o una direzione, l'uso di un linguaggio teleologico da parte degli scienziati può rappresentare un ostacolo per gli studenti nell'apprendimento della selezione naturale. Tale linguaggio, sostiene, dovrebbe essere eliminato per rendere l'insegnamento più efficace.

### Stenografia teleologica rimovibile
Secondo i biologi evoluzionisti, le affermazioni che implicano che la natura possieda degli obiettivi, ad esempio quando si dice che una specie fa qualcosa "per" raggiungere la sopravvivenza, appaiono teleologiche e quindi false. Tuttavia, di solito è possibile riscrivere tali frasi per evitare l'apparente teleologia. Alcuni corsi di biologia hanno incorporato esercizi che richiedono agli studenti di riformulare tali frasi in modo che non risultino teleologiche. Ciononostante, i biologi scrivono ancora spesso in un modo che può essere letto come implicante la teleologia, anche se non è questa la loro intenzione. John Reiss affermò che la biologia evolutiva può essere ripulita dall'apparente teleologia, rifiutando l'analogia pre-darwiniana dell'orologiaio per la selezione naturale; altre argomentazioni contro questa analogia sono state promosse anche da scrittori come il biologo evoluzionista Richard Dawkins.
Alcuni filosofi della biologia, come James G. Lennox, sostennero che Darwin fosse un teleologo, mentre altri, come Michael Ghiselin, descrissero questa affermazione come un mito promosso da interpretazioni errate delle sue discussioni e sottolinearono la distinzione tra l'uso di metafore teleologiche e l'essere effettivamente dei teleologisti.
Michael Heads, invece, rilevò un cambiamento nel pensiero di Darwin sull'evoluzione che poteva essere rinvenuto dal primo volume di On the Origin of Species (L'origine delle specie) ai volumi successivi. Secondo Heads, Darwin era in origine un pensatore molto più teleologico, ma col tempo "imparò a evitare la teleologia". Heads cita una lettera che Darwin scrisse nel 1872, in cui sminuì il ruolo della selezione naturale come forza causale per spiegare l'adattamento biologico, dando invece più peso alle "leggi della crescita", che operano [senza l'aiuto della selezione naturale].
Andrew Askland, del Sandra Day O'Connor College of Law, dichiarò che il transumanesimo fosse un'ideologia che mira a migliorare la condizione umana e "interamente teleologica", mentre l'evoluzione darwiniana non lo fosse affatto.
Diversi commentatori considerano le frasi teleologiche utilizzate nella moderna biologia evolutiva come una sorta di stenografia per descrivere qualsiasi funzione che offre un vantaggio evolutivo attraverso la selezione naturale. Ad esempio, lo zoologo S. H. P. Madrell ha scritto:
(S. H. P. Madrell, Why are there no insects in the open sea?)

### Teleologia irriducibile
Altri filosofi della biologia asserirono invece che la teleologia biologica fosse irriducibile e non potesse essere eliminata con un semplice processo di riformulazione. Francisco Ayala ha specificato tre situazioni distinte in cui le spiegazioni teleologiche sono appropriate. In primo luogo, se l'agente anticipa consapevolmente l'obiettivo della propria azione; per esempio, il comportamento di prendere una penna può essere spiegato facendo riferimento al desiderio dell'agente di scrivere. Ayala estende questo tipo di spiegazione teleologica agli animali non umani, osservando:
(Francisco Ayala, Teleological Explanations in Evolutionary Biology, marzo 1970)
In secondo luogo, le spiegazioni teleologiche sono utili per i sistemi che hanno un meccanismo di autoregolazione nonostante le fluttuazioni dell'ambiente; per esempio, l'autoregolazione della temperatura corporea negli animali. Infine:
(Francisco Ayala, Teleological Explanations in Evolutionary Biology, marzo 1970)
Ayala, basandosi sul lavoro svolto dal filosofo Ernest Nagel, rifiutò anche l'idea che gli argomenti teleologici fossero inammissibili perché non possono essere causali. Secondo Nagel, gli argomenti teleologici devono essere coerenti perché possono sempre essere riformulati come argomenti non teleologici. La differenza tra i due è, secondo Ayala, solo una questione di enfasi. Nagel scrisse:
(E. Nagel, 'The structure of science: Problems in the logic of scientific explanation')
Tuttavia, Francisco Ayala disse che le affermazioni teleologiche sono più esplicative e non possono essere eliminate. In modo analogo, Karen Neander sostenne che il concetto moderno di "funzione" biologica dipende dalla selezione naturale. Quindi, ad esempio, non è possibile affermare che qualsiasi cosa che semplicemente ammicca all'esistenza, senza passare attraverso un processo di selezione, abbia effettivamente delle funzioni. Decidiamo se un'appendice ha una funzione analizzando il processo di selezione che l'ha generata. Pertanto, Neander proseguì asserendo che qualsiasi discorso sulle funzioni deve essere posteriore alla selezione naturale, vale a dire che la funzione deve essere definita in riferimento alla storia di una specie e la teleologia non può essere evitata. Similmente, anche il biologo evoluzionista Ernst Mayr dichiarò:
(E. Mayr, The idea of teleology', 1992)
Angela Breitenbach, in una prospettiva kantiana, scrisse nel Kant Yearbook:
(A. Breitenbach, Teleology in Biology : A Kantian Perspective )
Nella sua visione di Kant, la teleologia implica qualcosa che non può essere spiegato dalla scienza, ma solo compreso attraverso l'analogia.
Colin Pittendrigh coniò un termine simile, quello di "teleonomia", per riferirsi ai fenomeni biologici apparentemente diretti ad uno scopo. A suo parere:
(Come citato in J.L. Angel, Behavior and evolution. By Anne Roe and George G. Simpson, eds. vii + 557 pp. Yale University Press, New Haven, 1958, giugno 1961)
Questa associazione con Aristotele, tuttavia, risultava problematica, perché significa che lo studio dell'adattamento sarebbe stato inevitabilmente legato a spiegazioni teleologiche. Pittendrigh cercò di preservare l'aspetto del disegno e dello scopo nei sistemi biologici, negando però che questo disegno potesse essere inteso come un principio causale. Secondo Pittendrigh:
(C. S. Pittendrigh, Adaptation, natural selection, and behavior)
Ernst Mayr criticò la confusione di Pittendrigh sulle quattro cause di Aristotele, sostenendo che l'evoluzione coinvolgesse solo la causa materiale e formale, ma non quella efficiente. Sia Pittendrigh che Mayr erano soliti descrivere la teleologia nella biologia come parte integrante del pensiero evolutivo. Mayr propose:
(E. Mayr, Cause and effect)
William C. Wimsatt affermò che la natura teleologica del linguaggio della biologia e di altri campi derivasse dalla struttura logica delle loro teorie di base, e non solo dall'uso di locuzioni teleologiche come "funzione" e "al fine di". Egli affermò:
(Wimsatt, William C., Teleology and the logical structure of function statements, in Studies in the History and Philosophy of Science, 1972)
Tuttavia, Wimsatt sostenne che questo pensiero non implicasse un appello alla causalità a ritroso, al vitalismo, all'entelechia aristotelica o a sentimenti antiriduzionisti.
Il biologo J. B. S. Haldane osservò:
(Come citato in D. Hull, Philosophy of Biological Science, 1973)